# Sanjurjada
Ne doit pas être confondu avec Sanjuanada.
La Sanjurjada est une tentative de renversement du gouvernement socialiste espagnol mené par Manuel Azaña. Lancée à Séville par le général José Sanjurjo, elle prend la forme d'un  pronunciamiento, formulé le 10 août 1932 sans succès, visant à « faire pencher la République vers la droite » et obtenir une « République plus modérée ».

## Contexte
À la suite du rôle qu'il a joué dans la guerre du Rif, Sanjurjo est, à l'avènement de la Seconde République, le général le plus populaire d'Espagne. S'il accueille au début favorablement le nouveau système politique, assez rapidement divers événements vont l'amener à s'opposer au gouvernement de gauche mené par Azaña.
Fin 1931, les évènements de Castilblanco (dans la province de Badajoz), au cours desquels cinq gardes civils sont lynchés par des manifestants agriculteurs, suivis peu de temps après par d'autres troubles à Arnedo (La Rioja) se soldant par la mort de cinq civils aux mains de membres de la garde civile, instaurent un climat de tension. Sanjurjo est également en désaccord avec la politique de réformes militaires et de réduction des effectifs de la gauche.
Sanjurjo ne cache pas son opposition ; il est remplacé à la direction de la guardia civil par Miguel Cabanellas, qui quitte pour ce faire le protectorat du Maroc. Sanjurjo est nommé au poste moins prestigieux de directeur des officiers de douane (carabineros).

## Déroulement
Un an après la mise en place du régime républicain, plusieurs secteurs de la société espagnole s'opposent ouvertement à la politique menée par la gauche : les monarchistes, les carlistes et un troisième moins bien identifié auquel est rattaché Sanjurjo. Les monarchistes de leur côté préparent un soulèvement dirigé par le général Barrera et se rapprochent de Sanjurjo. Ce dernier ne craint pas de faire diverses déclarations polémiques :

« Nous servirons loyalement le Gouvernement actuel, mais si les pressions de la gauche conduisent l'Espagne à l'anarchie, nous assumerons rapidement nos responsabilités pour rétablir l'ordre. »

— Revue Hebdomadaire, 9 avril 1932
En juillet 1932, Sanjurjo, prétextant une inspection générale de ses douaniers, organise dans tout le pays des réunions avec les conspirateurs de tous bords (monarchistes menés par Barrera, républicains de droite menés par Manuel Goded, carlistes, José Ibáñez Martín — représentant de l’« aile autoritaire » de l’Asociación Católica de Propagandistas — et autres mécontents) afin de s'assurer de leur soutien respectif.
Le 8 août, Sanjurjo rencontre les monarchistes à Madrid et ils fixent la date du pronunciamiento au 10 août, Barrera devant se soulever à Madrid et Sanjurjo à Séville. Mais le gouvernement est sur ses gardes et n'a pas grand mal à contrer les insurgés madrilènes (des monarchistes et des officiers de l'armée mis en retraite anticipée par les réformes d'Azaña), qui tentent de prendre le ministère de la Guerre. Si le prestige indiscutable de Sanjurjo entraîne le succès immédiat de l'opération en Andalousie, où elle obtient le ralliement des troupes de Jerez de la Frontera et de Séville, l'absence de soutien effectif dans le reste du pays, notamment de la garde civile, et une grève générale lancée par les ouvriers sévillans font échouer le soulèvement,.

## Bilan
Sanjurjo tente de fuir au Portugal mais il est arrêté à Huelva.
Environ deux-cents participants au pronunciamiento sont jugés, et la plupart sont condamnés à des peines de prison et à l'exil, ou relaxés faute de preuves. Leurs biens confisqués sont réalloués dans le cadre de la modeste réforme agraire que le complot avorté visait à combattre. Seul Sanjurjo est condamné à mort, mais sous le gouvernement Lerroux sa peine est commuée en prison à vie puis en exil au Portugal. 
En 1936, il sera l’un des principaux conspirateurs du soulèvement qui débouche sur la guerre civile espagnole.